# Aberle
Aberle ist ein deutscher Familienname.

## Herkunft und Bedeutung
Aberle ist eine Benennung nach dem Rufnamen Aberham, einer Variante von Abraham (Name).

## Namensträger
- Anton Aberle (1876–1953), deutsch-schweizerischer Architekt
- Armin Aberle (* 1960), deutscher Physiker und Hochschullehrer
- Carl Aberle (1818–1892), österreichischer Botaniker und Paläontologe
- Elke Aberle (* 1950), deutsche Schauspielerin
- Emma Aberle (1886–1949), deutsche Schriftstellerin und Dichterin
- Erich Aberle (1922–2002), deutscher Schauspieler und Hörspielsprecher
- Gerd Aberle (* 1938), deutscher Wirtschaftswissenschaftler und Hochschullehrer
- Humberto Aberle (1891–1970), salvadorianischer Luftfahrtpionier
- Johann Georg Aberle († 1706), bayerischer Soldat
- Juan Aberle (1846–1930), italienischer Dirigent, Komponist, Pianist, Organist, Violinist, Musikjournalist und Musikpädagoge
- Karl Aberle (Mediziner) (1818–1892), österreichischer Mediziner
- Karl Aberle (Verleger) (1901–1963), deutscher Verleger und Politiker (SPD)
- Mathias Aberle (1784–1847), österreichischer Mediziner
- Moritz von Aberle (1819–1875), deutscher römisch-katholischer Theologe
- Peter Aberle (1918–1992), deutscher Politiker (SPD), Mitglied des Abgeordnetenhauses von Berlin